# Републикански път III-3404
Републикански път IIІ-3404 е третокласен път, част от Републиканската пътна мрежа на България, преминаващ изцяло по територията на Плевенска област, Община Никопол. Дължината му е 6,2 km.
Пътят се отклонява надясно при 26 km на Републикански път II-34 в южния край на село Дебово, пресича река Осъм и се свързва с Републикански път II-52 при неговия 99 km между село Любеново и село Лозица. 
Пътят е изграден през периода 1986-1992 г., след което работата по обекта е преустановена и не е положен износващия пласт от плътен асфалтобетон. Към април 2022 г., пътят не е преминавал основен ремонт, а само отделни кръпки. 
Пътят е включен в програмата на АПИ за възлагане на проектиране през 2022 г. и е предвидено да бъде основно ремонтиран до 2024 г.